# 장에티엔 게타르

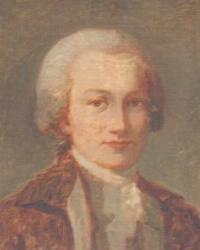
장에티엔 게타르

장에티엔 게타르(프랑스어: Jean-Étienne Guettard, 1715년 9월 22일 ~ 1786년 1월 7일)은 프랑스의 박물학자이자 광물학자이다.

## 생애
게타르는 1715년 9월 22일 에탕프에서 태어났다. 어린 시절부터 그는 약제사였던 할아버지로부터 식물에 대한 지식을 얻을 수 있었고, 이후 그는 의학 박사를 취득하였다. 프랑스를 비롯한 많은 국가에서 식물학을 연구한 결과 그는 식물의 분포와 토양, 그리고 심토 사이의 관계를 밝혀낼 수 있었다. 또한 그는 광물과 암석에 대해서도 관심을 가졌다. 1746년 그는 파리의 과학 아카데미에 그의 관찰 결과를 담은 지도를 포함하여 광물과 암석의 분포에 대한 논문을 제출하였다. 게타르는 많은 화석을 찾기도 하였으나, 지층의 순서가 의미하는 바를 정확히 알지는 못하였다. 그는 비, 강, 바다에 의한 산의 침식에 대해서 연구하기도 하였고, 처음으로 오베르뉴 지방에 화산이 존재했다는 사실을 짐작하였다. 그는 1786년 1월 7일 파리에서 사망하였다.

## 저서
게타르는 다음과 같은 책을 저술하였다.
- Observations sur les plantes (1747년)
- Histoire de la découverte faite en France de matières semblables à celles dont la porcelaine de la Chine est composée (1765년)
- Mémoires sur différentes parties des sciences et arts (1768년-1783년)
- Mémoire sur la minéralogie du Dauphiné (1779년)

 본 문서에는 현재 퍼블릭 도메인에 속한 브리태니커 백과사전 제11판의 내용을 기초로 작성된 내용이 포함되어 있습니다.